# Dr. White
《Dr. White》是日本作家樹林伸的醫療系列小說，於2015年11月2日由KADOKAWA發行單行本，後來重新命名為《Dr. White 千里眼的病歷》於2015年11月2日發行文庫本。續作《Dr. White 神的診斷》於2019年11月21日發行文庫本。

## 出版書籍
| KADOKAWA               | KADOKAWA       | KADOKAWA               | KADOKAWA |
| 書名                   | 發售日期       | ISBN                   | 版本     |
| ---------------------- | -------------- | ---------------------- | -------- |
| Dr. White              | 2015年11月2日  | ISBN 978-4-04-103463-7 | 單行本   |
| Dr. White 千里眼的病歷 | 2019年8月23日  | ISBN 978-4-04-108157-0 | 文庫本   |
| Dr. White 神的診斷     | 2019年11月21日 | ISBN 978-4-04-108161-7 | 文庫本   |

## 電視劇
改編電視劇於2022年1月17日起於關西電視台的月10時段播出，由濱邊美波主演。臺灣由KKTV於1月18日起每週二更新，香港由Viu於1月18日起每週二下午上線。
飾演男主角的柄本佑亦在1月31日晚上9時播出的富士電視台《勿說是推理》第4集中客串演出，這是少見地有演員同日在兩部電視劇中登場。

### 演員列表
- 雪村白夜：濱邊美波[4]、秋本月椛（幼年）（粵語配音：楊婉潼）

本故事的主人公。她雖擁有豐富醫療知識，但是失去了一直以來的記憶，沒有感情，真正身份不明的女性。
- 狩岡將貴：柄本佑[9]（粵語配音：陳漢祺）

醫療雜誌的記者。某天在公園中發現了白夜。
- 高森麻里亞：瀧本美織[9]（粵語配音：陳雪瑩）
- 狩岡晴汝：岡崎紗繪[10]（粵語配音：成樂怡）
- 西島耕助：片桐仁[9]（粵語配音：郭俊廷）
- 仙道直樹：高橋努[9]（粵語配音：楊耀泰）
- 佐久間新平：高橋文哉[11]（粵語配音：潘昀雋）
- 夏樹拓實：勝地涼[9]（粵語配音：簡懷甄）
- 奧村淳平：宮田俊哉（Kis-My-Ft2）[12]（粵語配音：張振熙）
- 高森勇氣：毎熊克哉[13]（粵語配音：袁德基）
- 真壁仁：小手伸也[9]（粵語配音：何家裕）
- 牧田真一：七瀬公（粵語配音：杜景煜）
- 高森巖：石坂浩二[9] （粵語配音：陳力航）
- 三田村：西之園達大（粵語配音：陳力航）
- 海江田國男：石橋凌（粵語配音：黃志明）

### 第1集
- 護士：大藤由佳（粵語配音：王夢華）
- 山野邊信吾：小杉幸彥（粵語配音：袁德基）

急診患者。
- 霧島教授：緒方賢一（粵語配音：杜景煜）

### 第2集
- 村木健哉：石田佳央（粵語配音：杜景煜）

建築公司的總裁。腫脹的腳被診斷為細菌感染。
- 香織：工藤美櫻（粵語配音：楊樂瑤）

村木健哉的秘書。
- 綾花：中島亞梨沙（粵語配音：王夢華）

村木健哉的未婚妻。
- 豐崎健一：森岡豐（第8集）（粵語配音：楊耀泰）

厚生勞動省官員。

### 第3集
- 沙月：堀未央奈（粵語配音：何凱怡）

兒科醫生。
- 兒科護士：青島心、森南波（粵語配音：楊樂瑤、成樂怡）
- 岡本優馬：森島律斗（粵語配音：楊樂瑤）

在兒科的入院病人。
- 岡本繪美里：野波麻帆（粵語配音：顧詠雪）

優馬的母親。
- 岡本健司：吉田朋弘（粵語配音：袁德基）

優馬已故的父親。
- 一位自稱「田邊美和子」的女人：原扶貴子（第4集）（粵語配音：吳茵）

謊稱是社福機構的人，想把白夜帶走。
- 吉崎：井上尚（第4集）（粵語配音：陳力航）

警察，在帶走白夜失敗後辭職。

### 第4集
- 鳥羽泰三：橋爪淳（粵語配音：周鑫霆）

佐久間在高中時的恩師，被診斷有頭皮血管瘤。
- 鮎川琴美：三島あよな（粵語配音：楊樂瑤）

鳥羽泰三指揮的合唱團的團長。
- 山田：田村飛呂人（粵語配音：杜景煜）

合唱團的團員。

### 第5集
- 日比谷神奈：水崎綾女（粵語配音：姜嘉蕾）

寫真女星，在拍攝過程中突然精神錯亂。
- 藤島大器：安井順平（第6集）（粵語配音：郭浩勤）

日本醫療顧問公司JMA的代表。
- 不破實貴子：罍陽子（粵語配音：鄭家蕙）

JMA的醫療顧問。
- 瀧隆太郎：大村わたる（粵語配音：陳啟熾）

日比谷神奈的寫真集編輯。
- 留奈：新原美波（粵語配音：王夢華）

日比谷神奈的經理人。
- 加賀美拓也：加藤啓（粵語配音：陳力航）

幫日比谷神奈拍攝寫真集的攝影師。

### 第6集
- 藤島誠：青木凰（粵語配音：楊樂瑤）

藤島大器的兒子，從樓梯跌下後失去意識。
- 神足學人：朝井大智（粵語配音：杜景煜）

心臟外科醫生，與JMA簽訂了合約並打算利誘夏樹加入JMA。
- 倉田：田中康寬（粵語配音：袁德基）

與JMA簽訂了合約的綜合內科醫生。

### 第7集
- 伊勢崎隼人：時任勇氣（粵語配音：陳成港）

一間投資公司的CEO，高森麻里亞的前男友。
- 向井：政修二郎（粵語配音：陳力航）

西東京醫療研究所的副所長，之前是高森勇氣的直屬上司。

### 第8集
- 東堂繪馬：華優希（粵語配音：楊樂瑤）

婦產科醫生，向CDT尋求幫忙。
- 大場藍子：皆本麻帆（粵語配音：王夢華）

孕婦，被診斷有卵巢腫瘤。
- 大場太一：古谷佳也（粵語配音：袁德基）

### 第9集
- 水橋：尾崎右宗（第10集）（粵語配音：陳力航）

警視廳搜查二課的警察，正在追捕高森勇氣。
- 古川：松嶋健太（第10集）（粵語配音：杜景煜）

警視廳搜查二課的警察，正在追捕高森勇氣。

### 第10集
- 澤木朝繪：濱邊美波（粵語配音：楊婉潼）

海江田的女兒，患有難以醫治的病。

### 製作團隊
- 原作：樹林伸《Dr. White》
- 劇本：小峯裕之
- 音樂：福廣秀一朗
- 主題曲：Ado《名為心的不可解》（心という名の不可解）；作詞、作曲、編曲：Mafumafu
- 製作人：河西秀幸、小林宙
- 導演：城寶秀則、河野圭太、北坊信一
- 製作：關西電視台、共同電視

### 播出日程
| 集數                                                                      | 播出日期 | 日文標題 | 中文標題（Viu）  | 導演     | 收視率 | 備註       |
| ------------------------------------------------------------------------- | -------- | -------- | ---------------- | -------- | ------ | ---------- |
| 第1話                                                                     | 1月17日  |          | 實習醫生         | 城寶秀則 | 11.4%  | 加長15分鐘 |
| 第2話                                                                     | 1月24日  |          | 出軌旅行         | 城寶秀則 | 10.1%  |            |
| 第3話                                                                     | 1月31日  |          | 母親             | 河野圭太 | 10.4%  |            |
| 第4話                                                                     | 2月7日   |          | 唱出生命的力量   | 北坊信一 | 7.5%   |            |
| 第5話                                                                     | 2月14日  |          | 被惡魔附身的患者 | 城宝秀則 | 8.1%   |            |
| 第6話                                                                     | 2月21日  |          | 瓢蟲             | 河野圭太 | 8.4%   |            |
| 第7話                                                                     | 2月28日  |          | 戀愛病           | 北坊信一 | 7.8%   |            |
| 第8話                                                                     | 3月7日   |          | 生命為何物       | 城宝秀則 | 8.1%   |            |
| 第9話                                                                     | 3月14日  |          | 真正的家人       | 河野圭太 | 8.4%   |            |
| 最終話                                                                    | 3月21日  |          | 面對命運         | 北坊信一 | 8.7%   |            |
| 平均收視率 8.9%（收視率由Video Research調查關東地區、家戶的即時統計資料） |          |          |                  |          |        |            |
| 特別篇                                                                    | 播出日期 | 日文標題 | 中文標題（Viu）  | 導演     | 收視率 | 備註       |
| 特別篇                                                                    | 3月28日  |          | 尋回初心         | 城宝秀則 | 7.6％  |            |

## 外部連結
- Dr. White 千里眼的病歷 - KADOKAWA （日語）
- Dr. White 神的診斷 - KADOKAWA （日語）
- 電視劇官方網站 - 關西電視台、共同電視 （日語）
  - 電視劇的X（前Twitter）（日語）
  - 電視劇的Instagram帳戶（日語）

| 日本 富士電視網 週一晚間十點連續劇     | 日本 富士電視網 週一晚間十點連續劇        | 日本 富士電視網 週一晚間十點連續劇 |
| -------------------------------------- | ----------------------------------------- | ---------------------------------- |
|                                        | Dr. White （2022年1月17日－3月21日）      |                                    |
| AVALANCHE （2021年10月18日－12月20日） | 戀愛何必認真？ （2022年4月18日－6月20日） |                                    |

| 香港 Viu 星期日 21:00 - 22:00 · 2023年2月26日 21:00 - 22:15                       | 香港 Viu 星期日 21:00 - 22:00 · 2023年2月26日 21:00 - 22:15        | 香港 Viu 星期日 21:00 - 22:00 · 2023年2月26日 21:00 - 22:15 |
| --------------------------------------------------------------------------------- | ------------------------------------------------------------------ | ----------------------------------------------------------- |
|                                                                                   | Dr. White （2023年2月26日 - 2023年4月30日）                        |                                                             |
| 邁向未來的倒數10秒 （2022年12月25日 - 2023年2月19日）                             | X光室的奇蹟 2～放射科的診斷報告～ （2023年5月7日 - 2023年7月16日） |                                                             |
| 香港 ViuTV 星期二至六（星期一至五深夜）00:00－01:00 · 2024年3月12日 00:00 - 01:15 |                                                                    |                                                             |
| 二月廿九（重播） （2024年2月27日－2024年3月9日）                                  | Dr. White （2024年3月12日－2024年3月23日）                         | Happiness （2024年3月26日－2024年4月18日）                  |